# Радостин Василев
Радостин Петев Василев е народен представител в XLV, XLVI и XLVII народно събрание от 15 МИР Плевен. Бивш министър на спорта .
Радостин Василев се занимава с международно спортно право и допинг казуси.
На 22 октомври 2023 г. учредява и оглавява ПП МЕЧ.

## Детство и образование
Роден е на 1 януари 1985 година в град Плевен. Завършва СОУ „Анастасия Димитрова“, випуск 2003. Завършва право в Софийския университет „Св. Климент Охридски“. Говори английски език.

## Кариера
Основател и управляващ съдружник е на адвокатско дружество „Радостин Василев“. То е международна адвокатска кантора, специализирана в областта на гражданското, облигационното, търговското, вещното, трудовото, административното, международното частно право и арбитраж. Дейността му е свързана с предоставяне на правни услуги и в областта на семейното, наследственото, авторското и данъчното право.
В структурата на адвокатското дружество съществува отдел „Спорт“, който извършва дейност, свързана със спортен мениджмънт и осъществява процесуално представителство на спортисти, клубове и спортни федерации пред различни местни и международни инстанции, FIFA и Международния спортен съд (CAS) в Лозана, Швейцария. Екипът се състои от професионалисти в областта на спортното право, антидопинга и спортният мениджмънт. Адвокат Василев има десетки публикувани статии и коментари, свързани с правната регулация на спорта на национално и международно ниво.
В продължение на няколко години е главен юрисконсулт на ПФК ЦСКА, откъдето придобива обществена популярност. Част е от юридическия екип в някои от най-тежките години на „червените“ след 2008 г. при управлението на Александър Томов и „Титан“, когато срещу клуба се водят десетки дела.
След това адвокатът насочва усилията си към дейността на своята кантора. Участва в защитата на Федерацията по вдигане на тежести след тежкия допинг скандал през 2015 година. Защитавал е футболисти като Ивелин Попов, Кирил Десподов, Спас Делев и Иван Иванов, както и бадминтонистките Габриела и Стефани Стоеви.
През 2017 г. се включва в работата около кандидатура на Любослав Пенев за президент на БФС. Василев е един от основните критици на управлението на Борислав Михайлов като президент на Българския футболен съюз.

## Политическа дейност

### Има такъв народ
През 2020 година става учредител на ПП „Има такъв народ“ (ИТН) с лидер Слави Трифонов. На 11 юли 2021 г. партията печели парламентарните избори в Република България, след като на 4 април същата година става втора политическа сила в страната. Радостин Василев е номиниран в три проектокабинета – два нереализирани на „Има такъв народ“ и един коалиционен с мандатоносител „Продължаваме промяната“, преди да оглави Министерството на младежта и спорта.
На 13 декември 2021 година ИТН официално е част от управляващата коалиция в правителството на Кирил Петков, а Радостин Василев е избран за министър на спорта. По време на преговорите за коалиране Василев настоява за пълна ревизия на министерството и на всички държавни дружества, които са на негово подчинение за десетилетие назад.
На 13 юни 2022 г. Василев обявява оттеглянето си от ИТН с мотива, че зад лидера на партията Слави Трифонов стоят задкулисни интереси, а бъдещето на България е по-важно от лоялността към партията. Заедно с него ИТН и парламентарната група напускат още петима депутати. Решението им идва след изтеглянето на ИТН от управляващата коалиция, което според Василев не е било предварително съгласувано с депутатите. Въпреки че шестимата отцепили се от ИТН депутати, включително Василев, подкрепят правителството във вота на недоверие от 22 юни 2022 г., вотът е успешен и кабинетът с премиер Кирил Петков пада.

### Силна България
През август 2022 г. Василев обявява нов политически проект „Силна България“. Заявените цели на проекта са пряко участие на гражданите в държавното управление и местното самоуправление, граждански контрол за прозрачност при работата на институциите и прекратяване на престъпни практики в управлението.
В същото време Василев е обявен за водач на листата на „Продължаваме промяната“ в Габрово за парламентарните избори през октомври 2022 г.

### Продължаваме промяната
На 12 април 2023 г. Василев става народен представител от коалиция ПП-ДБ. След скандален запис, който той разпространява и твърди, че е от националния съвет на „Продължаваме промяната“, на 26 май 2023 г. Василев решава да напусне парламентарната група. Въпреки това, той остава в Народното събрание като независим депутат.

### МЕЧ
През октомври 2023 г. учредява партия „МЕЧ“ (съкратено от Морал, единство, чест) в зала 3 на Националния дворец на културата (НДК), при учредяването се събират около 600 души.
Партията участва в Парламентарни ибори в България (2024) и Избори за Европейския парламент в България (2024).
Не успява да влезе в 50-то Народно събрание, но на изборите за 51-во успява да прескочи бариерата. Успехът му се дължи на подобрена кампания и по-добро представяне на основните проблеми на избирателите.